# Draft de la NBA
1947 2024
La draft de la NBA (ou « repêchage » pour les Canadiens francophones au Québec) est un événement annuel majeur dans la ligue de basket-ball nord-américaine. Elle est comparable à une bourse de joueurs qui vont débuter dans la ligue : lors d’une soirée où sont réunis le commissaire de la NBA et les dirigeants des 30 équipes, chaque club va sélectionner à tour de rôle un joueur issu de l’université, du lycée, ou de l’étranger. La draft est le point d'entrée principal pour la majorité des joueurs évoluant en NBA.

## Organisation
La draft de la NBA est organisée à la fin du mois de juin, en général deux semaines après l'issue de la saison. Chaque club dispose initialement de deux choix, répartis sur deux tours, pour sélectionner les joueurs universitaires et mondiaux qui se sont inscrits. Les choix de draft étant fréquemment inclus dans les échanges de joueurs, il est courant de voir un club disposer de plus de deux choix lors d’une draft.
Les joueurs n’ayant pas achevé leur cursus universitaire (underclassmen) ainsi que les joueurs étrangers peuvent s’inscrire à la draft jusqu’à la mi-mai, à condition qu’ils aient plus de 19 ans le jour de la draft, et qu'ils aient quitté le lycée depuis plus d'un an. Une fois déclarés, ils ont jusqu'à une semaine avant l’événement pour se retirer ; toutefois, en 2018, la NCAA envisage de permettre le retour des joueurs non draftés. Les joueurs étrangers de plus de 22 ans, ainsi que les joueurs universitaires ayant achevé leur cursus sont automatiquement inscrits.
Les 14 franchises n’ayant pas participé aux play-offs se voient attribuer les 14 premiers choix par une loterie. La plus mauvaise équipe de la saison passée dispose de 140 chances sur 1 000 d'obtenir le premier choix, quand la 14e n’en dispose que de 5. Plusieurs règles protègent les équipes des aléas du hasard : par exemple, la plus mauvaise équipe ne peut pas obtenir moins que le quatrième choix, indépendamment du tirage effectué.
Les choix suivants du premier tour, ainsi que l’ordre du second tour, sont définis dans l’ordre inverse du classement de la saison précédente de chaque équipe (l’équipe ayant obtenu le meilleur bilan lors de la saison écoulée n’obtient que le dernier choix).
Si un choix de draft a été échangé, l’ordre est déterminé par l’équipe qui détenait initialement les droits (même si le choix de draft a été transféré à plusieurs reprises). C'est ainsi qu'en vertu d'un échange conclu en 1979, les Lakers ont bénéficié du premier choix hérité des Cavaliers, derniers de la saison, pour la draft 1982. C'est la première fois qu'une équipe championne hérite ainsi du premier choix de la draft.
La durée du contrat avec le joueur sélectionné est fixée à l’avance : deux ans avec une option d’un an supplémentaire pour les joueurs du premier tour, un an pour les joueurs du second tour (mais ce contrat n'est pas garanti). Cette différence rend parfois un haut choix du second tour plus intéressant qu’un choix en fin de premier tour : la durée du contrat étant moindre, les risques pour les clubs de s’encombrer d’un mauvais joueur sont minimisés. Les salaires sont également fixés en fonction de la position où le joueur a été choisi. Cette limitation a été instaurée après que Glenn Robinson, premier choix de la draft 1994 avait demandé un contrat de 100 millions de dollars aux Bucks de Milwaukee avant même d'avoir joué une seule minute en NBA. Kenny Anderson, deuxième choix de la draft 1991, a même manqué le début de la saison, n’arrivant pas à trouver un accord salarial avec les Nets du New Jersey. Jim Jackson eut le même problème en 1992.

## Historique
La draft de la NBA existe depuis les débuts de la ligue, en 1947. À l’époque, les équipes sélectionnent les joueurs issus de l’université jusqu'à épuisement. L'ordre de chaque tour est établi dans l'ordre inverse du classement de la saison passée.

### Le Territorial Pick
Le Territorial Pick est un type de choix particulier en vigueur de 1950 à 1965. Cette procédure permettait avant le déroulement de la draft classique par ordre, à une équipe de choisir un joueur formé à proximité de l'implantation de l'équipe professionnelle. Elle avait été créée pour soutenir, à une époque où la NBA restait fragile, les équipes sélectionnant des vedettes formées dans les universités proches, dans un rayon de 50 miles. Rendue moins pertinente par l'effacement du caractère local de la popularité des joueurs et contestée par certaines dérives de l'appréciation du caractère local, le territorial pick est appliqué pour la dernière fois au cours de la draft 1965.
Les Celtics de Boston utilisent ainsi ce choix pour sélectionner Tom Heinsohn en 1956, qui participa à la conquête de huit titres en neuf saisons avec Bill Russell, sélectionné la même année. Pour le très convoité Wilt Chamberlain, le propriétaire des Warriors Edward Gottlieb fit valoir qu’il avait grandi et était devenu un joueur de high school populaire à Philadelphie et l'absence de franchise NBA au Kansas bien qu'il ait rejoint ensuite l'université du Kansas... très éloignée de Philadelphie. Le cas de Jerry Lucas mit également à mal la règle, dans une moindre mesure que pour Chamberlain, la ville de l'Université d'État d'Ohio étant située à Colombus au-delà du rayon de 50 miles autour de la franchise, mais les Royals était alors la seule franchise de l'Ohio et Lucas était né et avait été formé à ses débuts dans le rayon effectif des 50 miles.

### Du pile ou face à une loterie complexe
En 1966, la ligue décide d'introduire une part de hasard dans l’obtention du premier choix : la plus mauvaise équipe de chaque conférence jouera à pile ou face ce choix. Ainsi en 1969, les Bucks de Milwaukee emportent au tirage sur les Suns de Phoenix et sélectionnent la star Kareem Abdul-Jabbar (alors appelé Lew Alcindor), qui contribue grandement à leur titre de champion en 1971.
Le système perdure jusqu’en 1985, car lors de la draft précédente, des soupçons pèsent sur Houston, qui aurait volontairement perdu des matches afin d'avoir une chance sur deux d'obtenir le premier choix et, grâce à leur réussite au tirage au sort, de sélectionner Hakeem Olajuwon. La ligue instaure alors une loterie : les sept équipes qui n’ont pas participé aux play-offs jouent à chances égales le premier choix. L’année suivante, la loterie évolue pour garantir au minimum le quatrième choix à la plus mauvaise équipe. De plus, seuls les trois premiers choix sont joués à la loterie, le reste des choix étant établi dans l'ordre inverse du classement de la saison précédente.
Ce système dure jusqu'en 1989, pour être remplacé par une loterie pondérée l'année suivante : parmi les 11 équipes non qualifiées (la ligue s'agrandit entre-temps), la plus mauvaise reçoit 11 chances sur 66 d'obtenir le premier choix, quand la 11e n'obtient qu’une chance sur 66. Néanmoins, le Magic d'Orlando remporte le premier choix deux saisons d'affilée : en 1992, alors deuxième plus mauvaise équipe de la ligue avec 10 chances sur 66 (pour choisir Shaquille O'Neal), et en 1993 (et choisissent Chris Webber), avec seulement une chance sur 66.
Ce coup du hasard pousse la NBA à modifier les règles : en 1994, les chances de remporter le premier choix passent de 16,7 à 25 % pour la plus mauvaise équipe, et régressent de 1,6 à 0,5 % pour la « moins mauvaise ». Le tirage de la loterie ne sort plus le nom d’une équipe mais une combinaison à quatre chiffres, chaque équipe se voyant confier aléatoirement de 250 à 5 combinaisons.

### Réduction du nombre de tours
Autrefois illimité, le nombre de tours de draft est réduit à 10 en 1974. Mais au-delà du deuxième tour, seule une poignée des joueurs sélectionnés avaient une carrière en NBA. C’est la principale raison pour laquelle la draft a été amenée progressivement à deux tours. Elle passe à sept tours en 1985, avant de connaître le système à trois tours en 1988, puis à deux tours en 1989, encore utilisé aujourd'hui.

### Échanges de tours de draft
Une franchise peut céder un de ses choix de draft à venir à une autre équipe. L'acquéreur effectuera son choix en fonction du classement de l'équipe d'origine. Ainsi, James Worthy sera choisi en 1982 par les Lakers bien que Los Angeles soit champion en titre, car leur choix de draft a été acquis en échange du modeste Don Ford pour Butch Lee et le premier tour de draft des Cavaliers de Cleveland de 1982, qui se classeront derniers (15 victoires - 67 défaites) de la Saison NBA 1981-1982.
Le propriétaire des Cavaliers entre 1981 et 1983 Ted Stepien ayant échangé ses premiers tours de draft 1981, 1982, 1983, 1984, 1985 et 1986 contre des joueurs de second rang, met en péril la revente de la franchise par des repreneurs qui voient leur avenir si obscurci que la NBA doit créer des choix supplémentaires pour Cleveland. Le premier tour de la Draft 1984 de la NBA compte ainsi 24 choix alors que la NBA n'a alors que 23 franchises. Cleveland est titulaire du 12e choix (pour Tim McCormick) alors que son choix de draft d'origine est placé en 4e position pour Sam Perkins, choisi par les Mavericks de Dallas.
Pour éviter ces abus, la NBA instaure la « règle Stepien » (Stepien rule) qui interdit le transfert des premiers choix d'une franchise sur deux années consécutives et au-delà de sept années.

## Éligibilité des joueurs
Seuls les joueurs ayant accompli leur cursus universitaire peuvent être draftés jusqu'en 1970 inclus, mais le règlement est amendé à la suite de la procédure judiciaire engagée contre la NBA par Spencer Haywood qui doit jouer en American Basketball Association faute de pouvoir être admis en NBA. En 1971, les étudiants non-diplômés ayant des difficultés financières sont également admis à la draft, puis celle-ci est ouverte à tous les jeunes joueurs à partir de 1976 s'ils signifient par écrit au commissaire de la NBA renoncer à leur cursus.

## Des drafts inégales
Avec le recul, les années de la draft NBA sont évaluées positivement ou négativement.
Parmi les millésimes les plus réputés, la draft 1984 est une des plus marquantes : Hakeem Olajuwon, Michael Jordan (3e choix), Charles Barkley, John Stockton — tous quatre entrés au Hall of Fame — et plusieurs autres joueurs de talent. La bourde des Trail Blazers de Portland qui ont ignoré Jordan pour le 2e choix en lui préférant le très décevant Sam Bowie est devenue également un raté sportif légendaire.
Les drafts 1996 et 2003 sont également très riches. Celle de 1996 compte cinq joueurs qui seront élus au Hall of Fame : Allen Iverson, Kobe Bryant, Ray Allen, Steve Nash et Ben Wallace et d'autres joueurs de valeur (Jermaine O'Neal, Antoine Walker, …). La draft 2003 comprend LeBron James, no 1 de la draft, Dwyane Wade, Carmelo Anthony et Chris Bosh.
Les deux premiers choix de draft ayant eu le plus fort impact sur leur club ont tous deux été choisis par les Spurs de San Antonio : David Robinson a fait passer le bilan de son équipe de 21 à 56 victoires (+35) et Tim Duncan de 20 à 56 (+36).

### Grandes déceptions
Mondial Basket a dressé son palmarès des plus grandes déceptions de la draft :
1. Sam Bowie — 2e choix de la draft 1984 par les Trail Blazers de Portland — 11 points de moyenne en carrière. Le joueur suivant sélectionné était… Michael Jordan. Suivant derrière Charles Barkley ou encore John Stockton, Hall of Famers et membres de la Dream Team. Ses blessures l'ont empêché d'avoir une carrière à la hauteur de son talent. Par ailleurs, les Blazers ont perçu le talent de Jordan, mais ils avaient déjà Clyde Drexler comme arrière et ont donc préféré drafter un intérieur.
2. Darko Miličić — 2e choix de la draft 2003 derrière LeBron James (1er) mais devant des joueurs comme Carmelo Anthony (3e), Chris Bosh (4e) et Dwyane Wade (5e). Arrivé à 18 ans en provenance de Serbie, il n'est jamais réellement parvenu à s'imposer au sein de ses différentes équipes[2].
3. Michael Olowokandi — 1er choix de la draft 1998 par les Clippers de Los Angeles devant Vince Carter (5e), Dirk Nowitzki (9e) et Paul Pierce (10e) — 9 points de moyenne en carrière.
4. Kwame Brown — Premier joueur sortant directement du lycée à être 1er choix de la draft, il est drafté en 2001 par les Wizards de Washington. Sa première année, absolument catastrophique, lui vaut de nombreuses critiques et est parmi les années rookie les plus faibles des premiers choix de la draft. Caractériel, tête de turc des fans, Brown (7,7 points et 5,7 rebonds en carrière) est considéré comme l'un des plus gros bides de la draft avec LaRue Martin.
5. Adam Morrison — 3e choix 2006 drafté par les Bobcats de Charlotte. Son adresse défaillante le cantonne au banc. Il met finalement un terme à sa carrière en 2013.

On peut aussi y ajouter :
- Anthony Bennett — 1er choix de la draft 2013 par les Cavaliers de Cleveland — échangé par les Cavs seulement un an après avoir été drafté — 4,1 points, 2,9 rebonds, 0,2 contre, 0,3 passe décisive et 35,2 % de réussite au tir pour sa première saison. Il est le premier joueur sélectionné en première position de la Draft à être placé en D-League (le 20 décembre 2015 par les Raptors de Toronto).
- LaRue Martin — 1er choix de la draft 1972 par les Trail Blazers de Portland devant Bob McAdoo (2e) et Julius Erving (12e) — 5 points de moyenne sur 3 saisons
- Pervis Ellison — 1er choix de la draft 1989 par les Kings de Sacramento. Ne joue que 34 matches lors de sa saison de rookie en raison d'une blessure. Il est envoyé aux Bullets de Washington où il ne fera illusion que 2 saisons, le temps néanmoins d'être élu joueur ayant le plus progressé en 1992. 9,7 points et 6,8 rebonds en carrière.
- Greg Oden — 1er choix de la draft 2007 par les Trail Blazers de Portland devant Kevin Durant (2e), Al Horford (3e) et Joakim Noah (9e), se blessera en présaison avant de fouler ses premiers pas sur un parquet professionnel, connaîtra de nombreux problèmes physiques, alors qu'il était l'un des premiers choix les plus attendus de la décennie avec LeBron James. À l'intersaison 2014, il compile 8 points et 6,2 rebonds en carrière.
- Shawn Bradley — 2e choix de la draft 1993 par les Sixers de Philadelphie. Il a écumé la plupart des franchises de bas de tableau et s'est fait bien malgré lui une réputation de joueur sur lequel tous les arrières de la ligue se doivent de dunker — 8 points de moyenne en carrière.
- Kent Benson — 1er choix de la draft 1977 par les Bucks de Milwaukee — 9,1 points et 5,7 rebonds en carrière.
- Len Bias 2e choix 1986 drafté par les Celtics de Boston, est victime d'une overdose de cocaïne le soir même de sa sélection, et décède moins de 48 heures après sa draft[10].

### Choix judicieux

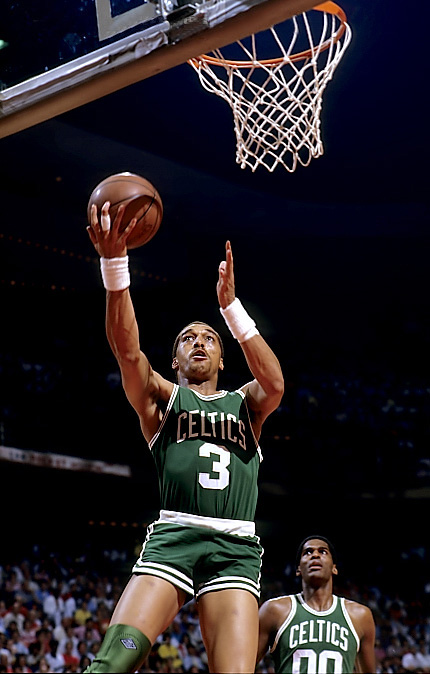
Dennis Johnson sous le maillot des Celtics de Boston.

Mondial Basket a dressé son palmarès des meilleures trouvailles de la draft :
1. John Stockton 16e choix de la draft 1984 par le Jazz de l'Utah. 10 fois sélectionné au NBA All-Star Game, dont 5 fois dans le cinq de départ. Élu parmi les Meilleurs joueurs du cinquantenaire de la NBA.
2. Dennis Johnson 29e choix de la draft 1976 par les Sonics de Seattle. Champion NBA avec les Sonics en 1979, il est élu MVP des finales. Champion 1984 et 1986 avec les Celtics de Boston.
3. Tony Parker 28e choix de la draft 2001 par les Spurs de San Antonio. 6 fois sélectionné au NBA All-Star Game. Quatre fois champion NBA. MVP des finales 2007.
4. Karl Malone 13e choix de la draft 1985 par le Jazz de l'Utah. MVP des saisons 1997 et 1999. Élu parmi les Meilleurs joueurs du cinquantenaire de la NBA.
5. Steve Nash 15e choix de la draft 1996 par les Suns de Phoenix. MVP des saisons 2005 et 2006.
6. Dennis Rodman 27e choix de la draft 1986 par les Pistons de Détroit. Cinq fois champion (1989 et 1990 avec les Pistons et 1996, 1997 et 1998 avec les Bulls de Chicago). Meilleur défenseur 1990 et 1991.

Il est possible aussi d'ajouter :
1. Kobe Bryant 13e choix de la draft 1996 par les Lakers de Los Angeles via les Hornets de Charlotte. 18 fois sélectionné au NBA All-Star Game. Plus jeune joueur dans un 5 de départ de l’histoire d’un match NBA (à 18 ans et 158 jours), d’un All-Star Game (à 19 ans et 175 jours).
2. Giannis Antetokounmpo 15e choix de la draft 2013 par les Bucks de Milwaukee. 9 fois sélectionné au NBA All-Star Game. MVP des saisons 2019 et 2020. Meilleur défenseur 2020. Seul joueur avec Hakeem Olajuwon et Michael Jordan à remporter les titres de MVP et de meilleur défenseur au cours de la même saison. Champion NBA et MVP des finales en 2021. Élu parmi les NBA 75.
3. Nikola Jokić 41e choix de la draft 2014 par les Nuggets de Denver. Cinq fois sélectionné au NBA All-Star Game. MVP des saisons 2021, 2022 et 2024. Champion NBA et MVP des finales 2023. Il est le seul double MVP à avoir été drafté au second tour[12].

### Joueurs célèbres sélectionnés après le premier tour
Les joueurs sélectionnés au-delà du premier tour ne font généralement pas une grande carrière. De plus, la NBA, longtemps très centrée sur les Américains, a pendant longtemps eu tendance à ignorer les joueurs du reste du monde. De nombreux Européens et Sud-Américains se sont trouvés relégués au second tour.
Voici cependant une liste de joueurs devenus stars :
| Joueur               | Position   | Année | Drafté par                |
| -------------------- | ---------- | ----- | ------------------------- |
| Mark Price           | 25e choix  | 1986  | Mavericks de Dallas       |
| Dennis Rodman        | 27e choix  | 1986  | Pistons de Détroit        |
| P. J. Brown          | 29e choix  | 1992  | Nets du New Jersey        |
| Toni Kukoč           | 29e choix  | 1990  | Bulls de Chicago          |
| Gilbert Arenas       | 31e choix  | 2001  | Warriors de Golden State  |
| Danny Ainge          | 31e choix  | 1981  | Celtics de Boston         |
| Rashard Lewis        | 32e choix  | 1998  | Supersonics de Seattle    |
| Carlos Boozer        | 35e choix  | 2002  | Cavaliers de Cleveland    |
| Draymond Green       | 35e choix  | 2012  | Golden State Warriors     |
| Clifford R. Robinson | 36e choix  | 1989  | Trail Blazers de Portland |
| Maurice Cheeks       | 36e choix  | 1978  | Sixers de Philadelphie    |
| Nick Van Exel        | 37e choix  | 1993  | Lakers de Los Angeles     |
| Mehmet Okur          | 38e choix  | 2001  | Pistons de Détroit        |
| Monta Ellis          | 40e choix  | 2005  | Warriors de Golden State  |
| Dino Radja           | 40e choix  | 1989  | Celtics de Boston         |
| Nikola Jokić         | 41e choix  | 2014  | Nuggets de Denver         |
| Michael Redd         | 43e choix  | 2000  | Bucks de Milwaukee        |
| Antonio Davis        | 45e choix  | 1990  | Pacers de l'Indiana       |
| Voshon Lenard        | 46e choix  | 1994  | Bucks de Milwaukee        |
| Jeff Hornacek        | 46e choix  | 1986  | Sixers de Philadelphie    |
| Paul Millsap         | 47e choix  | 2006  | Jazz de l'Utah            |
| Cedric Ceballos      | 48e choix  | 1990  | Suns de Phoenix           |
| Marc Gasol           | 48e choix  | 2007  | Lakers de Los Angeles     |
| Anthony Mason        | 53e choix  | 1988  | Trail Blazers de Portland |
| Manu Ginóbili        | 57e choix  | 1999  | Spurs de San Antonio      |
| Dražen Petrović      | 60e choix  | 1986  | Trail Blazers de Portland |
| Isaiah Thomas        | 60e choix  | 2011  | Kings de Sacramento       |
| Bill Laimbeer        | 65e choix  | 1979  | Cavaliers de Cleveland    |
| Šarūnas Marčiulionis | 127e choix | 1987  | Warriors de Golden State  |
| Mario Elie           | 160e choix | 1986  | Bucks de Milwaukee        |

## Joueurs célèbres non draftés
Certains joueurs, jugés trop petits pour leurs postes ou venant d’universités peu prestigieuses, se retrouvent snobés par les équipes et ne sont pas sélectionnés. Si la plupart d’entre eux ne percent jamais en NBA, certains ont dépassé toutes les attentes, souvent après un long périple dans les ligues mineures (G-League, CBA, ABA, etc.) ou en Europe :
- Darrell Armstrong, il est le seul joueur NBA à avoir gagné le trophée du NBA Sixth Man of the Year et le trophée NBA Most Improved Player la même saison.
- Bruce Bowen, choisi plusieurs fois dans le meilleur cinq défensif NBA[13].
- Earl Boykins, deuxième plus petit joueur de l'histoire de la NBA avec 1,63 m.
- Brad Miller, seul joueur, avec John Starks et Ben Wallace, à ne pas avoir été drafté et à avoir joué au All-Star Game.
- John Starks, sélectionné au NBA All-Star Game 1994.
- Ben Wallace, quatre fois meilleur défenseur de la NBA[14], champion NBA 2004 avec les Pistons de Détroit, premier joueur non drafté à être titulaire au All-Star Game.
- Raja Bell, élu deux fois dans les deux meilleurs cinq défensif NBA, meilleur cinq en 2007 et deuxième cinq en 2008[13].

## Anecdotes
- De nombreux fans et spécialistes tentent de prédire chaque année quels joueurs seront sélectionnés durant la draft : c’est ce qu'on appelle les mock drafts.
- Deux autres formes de draft existent : la draft d'expansion, dans laquelle une nouvelle franchise sélectionne des joueurs dans les autres franchises de la ligue, et la draft de dispersion, dans laquelle les joueurs d’un club démantelé sont répartis dans les autres équipes.
- Scott Burrell est le premier joueur (rejoint depuis par Kyler Murray) à avoir été sélectionné au premier tour de deux drafts de ligues majeures, respectivement la MLB (26e choix en 1989 par les Mariners de Seattle) et la NBA (20e choix en 1993 par les Hornets de Charlotte). Burrell choisit finalement de faire carrière dans le basket-ball[réf. nécessaire].
- Carl Lewis a été drafté la même année que Michael Jordan (en 1984) par les Bulls de Chicago. Choisi en seconde position lors du dixième tour (soit exactement le 208e choix), Lewis, comme la majorité des joueurs de fin de draft n’a jamais joué en NBA.

## 1erschoix, franchises et origines
À l'intersaison 2018, les Nuggets de Denver, le Thunder d'Oklahoma City, le Jazz de l'Utah, les Mavericks de Dallas, les Grizzlies de Memphis, pour la Conférence Ouest, ainsi que les Pacers de l'Indiana et le Heat de Miami, pour la Conférence Est, n'ont jamais bénéficié du premier choix de draft. À l'inverse, les Cavaliers de Cleveland ont bénéficié de ce choix à six reprises, dont trois en quatre ans.
Une seule université a vu cinq de ses étudiants choisis en premier, celle de Duke (Art Heyman, Elton Brand, Kyrie Irving, Zion Williamson et Paolo Banchero).
| Année | Franchise NBA                       | Joueur             | Université / Lycée / Club             |
| ----- | ----------------------------------- | ------------------ | ------------------------------------- |
| 1947  | Ironmen de Pittsburgh               | Clifton McNeely    | Texas Western                         |
| 1948  | Steamrollers de Providence          | Andy Tonkovich     | Marshall                              |
| 1949  | Steamrollers de Providence (2)      | Howie Shannon      | Kansas State                          |
| 1950  | Celtics de Boston                   | Chuck Share        | Bowling Green                         |
| 1951  | Bullets de Baltimore                | Gene Melchiorre    | Bradley                               |
| 1952  | Hawks de Milwaukee                  | Mark Workman       | West Virginia                         |
| 1953  | Bullets de Baltimore (2)            | Ray Felix          | LIU Brooklyn Blackbirds               |
| 1954  | Bullets de Baltimore (3)            | Frank Selvy        | Furman                                |
| 1955  | Hawks de Milwaukee (2)              | Dick Ricketts      | Duquesne                              |
| 1956  | Royals de Rochester                 | Sihugo Green       | Duquesne (2)                          |
| 1957  | Royals de Cincinnati (2)            | Rod Hundley        | West Virginia (2)                     |
| 1958  | Lakers de Minneapolis               | Elgin Baylor       | Seattle                               |
| 1959  | Royals de Cincinnati (3)            | Bob Boozer         | Kansas State (2)                      |
| 1960  | Royals de Cincinnati (4)            | Oscar Robertson    | Cincinnati                            |
| 1961  | Packers de Chicago                  | Walt Bellamy       | Indiana                               |
| 1962  | Zephyrs de Chicago (2)              | Bill McGill        | Utah                                  |
| 1963  | Knicks de New York                  | Art Heyman         | Duke                                  |
| 1964  | Knicks de New York (2)              | Jim Barnes         | Texas Western (2)                     |
| 1965  | Warriors de San Francisco           | Fred Hetzel        | Davidson                              |
| 1966  | Knicks de New York (3)              | Cazzie Russell     | Michigan                              |
| 1967  | Pistons de Détroit                  | Jimmy Walker       | Providence                            |
| 1968  | Rockets de San Diego                | Elvin Hayes        | Houston                               |
| 1969  | Bucks de Milwaukee                  | Lew Alcindor       | UCLA                                  |
| 1970  | Pistons de Détroit (2)              | Bob Lanier         | St. Bonaventure                       |
| 1971  | Cavaliers de Cleveland              | Austin Carr        | Notre Dame                            |
| 1972  | Trail Blazers de Portland           | LaRue Martin       | Loyola (Chicago)                      |
| 1973  | 76ers de Philadelphie               | Doug Collins       | Illinois State                        |
| 1974  | Trail Blazers de Portland (2)       | Bill Walton        | UCLA (2)                              |
| 1975  | Hawks d'Atlanta (3)                 | David Thompson     | North Carolina State                  |
| 1976  | Rockets de Houston (2)              | John Lucas         | Maryland                              |
| 1977  | Bucks de Milwaukee (2)              | Kent Benson        | Indiana (2)                           |
| 1978  | Trail Blazers de Portland (3)       | Mychal Thompson    | Minnesota                             |
| 1979  | Lakers de Los Angeles (2)           | Earvin Johnson     | Michigan State                        |
| 1980  | Warriors de Golden State (2)        | Joe Barry Carroll  | Purdue                                |
| 1981  | Mavericks de Dallas                 | Mark Aguirre       | DePaul                                |
| 1982  | Lakers de Los Angeles (3)           | James Worthy       | North Carolina                        |
| 1983  | Rockets de Houston (3)              | Ralph Sampson      | Virginia                              |
| 1984  | Rockets de Houston (4)              | Hakeem Olajuwon    | Houston (2)                           |
| 1985  | Knicks de New York (4)              | Patrick Ewing      | Georgetown                            |
| 1986  | Cavaliers de Cleveland (2)          | Brad Daugherty     | North Carolina (2)                    |
| 1987  | Spurs de San Antonio (1)            | David Robinson     | Navy                                  |
| 1988  | Clippers de Los Angeles (1)         | Danny Manning      | Kansas                                |
| 1989  | Kings de Sacramento (5)             | Pervis Ellison     | Louisville                            |
| 1990  | Nets du New Jersey (1)              | Derrick Coleman    | Syracuse                              |
| 1991  | Hornets de Charlotte                | Larry Johnson      | UNLV                                  |
| 1992  | Magic d'Orlando (1)                 | Shaquille O'Neal   | LSU                                   |
| 1993  | Magic d'Orlando (2)                 | Chris Webber       | Michigan (2)                          |
| 1994  | Bucks de Milwaukee (3)              | Glenn Robinson     | Purdue                                |
| 1995  | Warriors de Golden State (3)        | Joe Smith          | Maryland (2)                          |
| 1996  | 76ers de Philadelphie (2)           | Allen Iverson      | Georgetown (2)                        |
| 1997  | Spurs de San Antonio (2)            | Tim Duncan         | Wake Forest                           |
| 1998  | Clippers de Los Angeles (2)         | Michael Olowokandi | Pacific                               |
| 1999  | Bulls de Chicago (1)                | Elton Brand        | Duke (2)                              |
| 2000  | Nets du New Jersey (2)              | Kenyon Martin      | Cincinnati (2)                        |
| 2001  | Wizards de Washington (3)           | Kwame Brown        | Glynn Academy HS (Brunswick, Géorgie) |
| 2002  | Rockets de Houston (5)              | Yao Ming           | Shanghai Sharks (Chine)               |
| 2003  | Cavaliers de Cleveland (3)          | LeBron James       | St. Vincent-St. Mary HS (Akron, Ohio) |
| 2004  | Magic d'Orlando (3)                 | Dwight Howard      | Southwest Atlanta Christian Academy   |
| 2005  | Bucks de Milwaukee (4)              | Andrew Bogut       | Utah (2)                              |
| 2006  | Raptors de Toronto                  | Andrea Bargnani    | Benetton Trévise (Italie)             |
| 2007  | Trail Blazers de Portland (4)       | Greg Oden          | Ohio State                            |
| 2008  | Bulls de Chicago (2)                | Derrick Rose       | Memphis                               |
| 2009  | Clippers de Los Angeles (3)         | Blake Griffin      | Oklahoma                              |
| 2010  | Wizards de Washington (4)           | John Wall          | Kentucky                              |
| 2011  | Cavaliers de Cleveland (4)          | Kyrie Irving       | Duke (3)                              |
| 2012  | Hornets de la Nouvelle-Orléans (1)  | Anthony Davis      | Kentucky (2)                          |
| 2013  | Cavaliers de Cleveland (5)          | Anthony Bennett    | UNLV (2)                              |
| 2014  | Cavaliers de Cleveland (6)          | Andrew Wiggins     | Kansas (2)                            |
| 2015  | Timberwolves du Minnesota           | Karl-Anthony Towns | Kentucky (3)                          |
| 2016  | 76ers de Philadelphie (3)           | Ben Simmons        | LSU (2)                               |
| 2017  | 76ers de Philadelphie (4)           | Markelle Fultz     | Washington                            |
| 2018  | Suns de Phoenix                     | DeAndre Ayton      | Arizona                               |
| 2019  | Pelicans de La Nouvelle-Orléans (2) | Zion Williamson    | Duke (4)                              |
| 2020  | Timberwolves du Minnesota (2)       | Anthony Edwards    | Georgia                               |
| 2021  | Pistons de Detroit                  | Cade Cunningham    | Oklahoma                              |
| 2022  | Magic d'Orlando (4)                 | Paolo Banchero     | Duke (5)                              |
| 2023  | Spurs de San Antonio (3)            | Victor Wembanyama  | Metropolitans 92 (France)             |
| 2024  | Hawks d'Atlanta (4)                 | Zaccharie Risacher | JL Bourg-en-Bresse (France)           |

## Femmes à la draft
Deux femmes ont été draftées. La sélection de Denise Long en 1969 par les Warriors de San Francisco est annulée. Lusia Harris, sélectionnée par le Jazz de la Nouvelle-Orléans en 1977 a renoncé à jouer avec les hommes en raison d'une grossesse. Le propriétaire des Mavericks de Dallas Mark Cuban s'est dit en 2013 prêt à donner sa chance à Brittney Griner en Summer League. «Si elle est la meilleure sous les panneaux, je la prendrai. J'y ai déjà pensé. Je dirais oui, juste pour voir si elle en est capable».